# 金斯頓鎮區 (伊利諾伊州迪卡爾布縣)
金斯頓鎮區（英語：Kingston Township）是位於美國伊利諾伊州迪卡爾布縣的一個行政鎮區。

## 地方資料
根據2010年美國人口普查的數據，金斯頓鎮區的面積為93.50平方千米，當中陸地面積為92.60平方千米，而水域面積為0.90平方千米。當地共有人口3519人，而人口密度為每平方千米37.64人。